# Ідечу-де-Жос
Ідечу-де-Жос (рум. Ideciu de Jos) — село у повіті Муреш в Румунії. Адміністративний центр комуни Ідечу-де-Жос.
Село розташоване на відстані 284 км на північ від Бухареста, 33 км на північний схід від Тиргу-Муреша, 88 км на схід від Клуж-Напоки, 144 км на північний захід від Брашова.

## Населення
За даними перепису населення 2002 року у селі проживали 939 осіб.
Національний склад населення села:
| Національність | Кількість осіб | Відсоток |
| -------------- | -------------- | -------- |
| румуни         | 749            | 79,8%    |
| угорці         | 132            | 14,1%    |
| цигани         | 37             | 3,9%     |
| німці          | 21             | 2,2%     |

Рідною мовою назвали:
| Мова      | Кількість осіб | Відсоток |
| --------- | -------------- | -------- |
| румунська | 793            | 84,5%    |
| угорська  | 134            | 14,3%    |
| німецька  | 12             | 1,3%     |